# Collomia heterophylla
Collomia heterophylla är en blågullsväxtart som beskrevs av David Douglas och William Jackson Hooker. Collomia heterophylla ingår i släktet limfrön, och familjen blågullsväxter. Inga underarter finns listade i Catalogue of Life.

## Bildgalleri

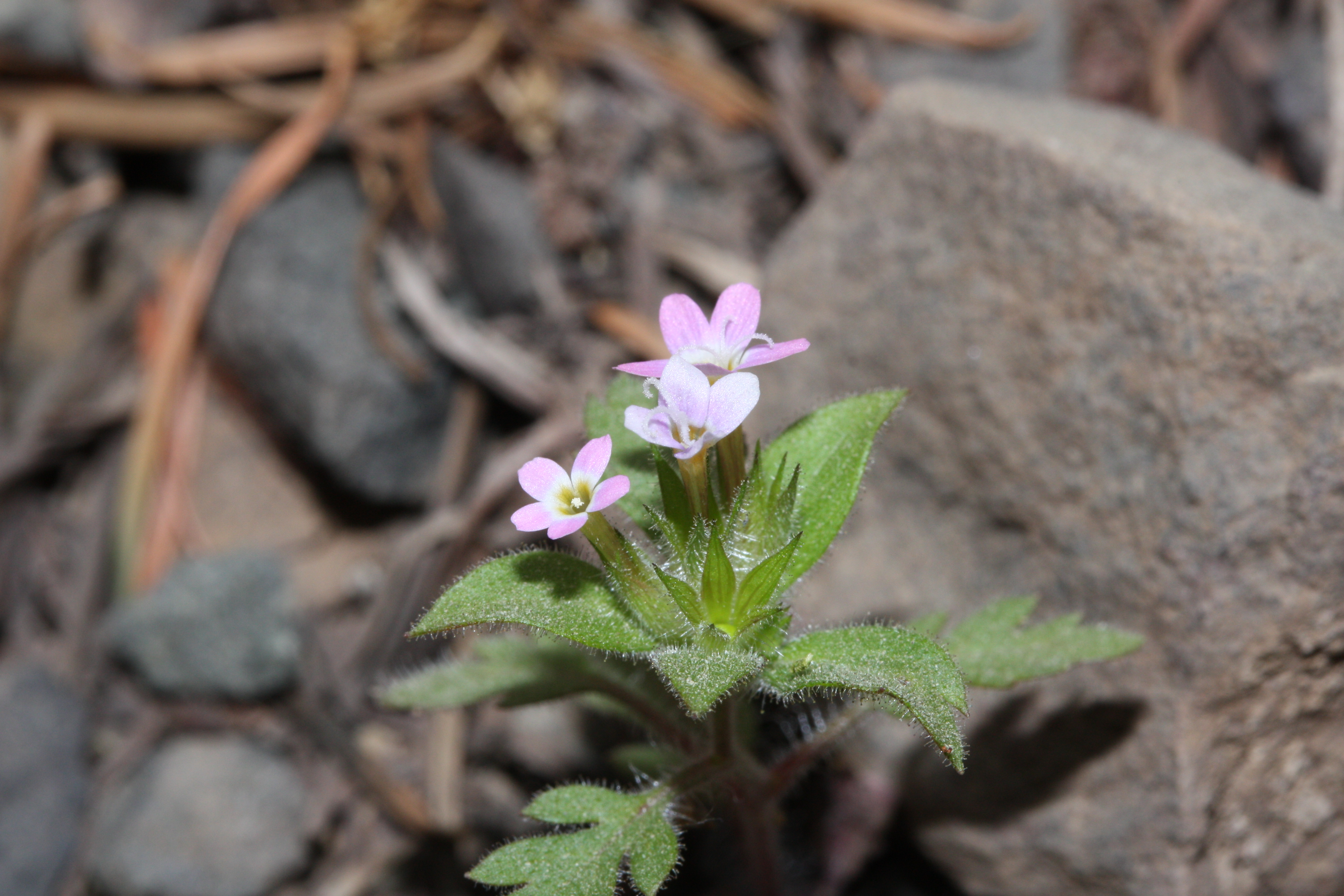
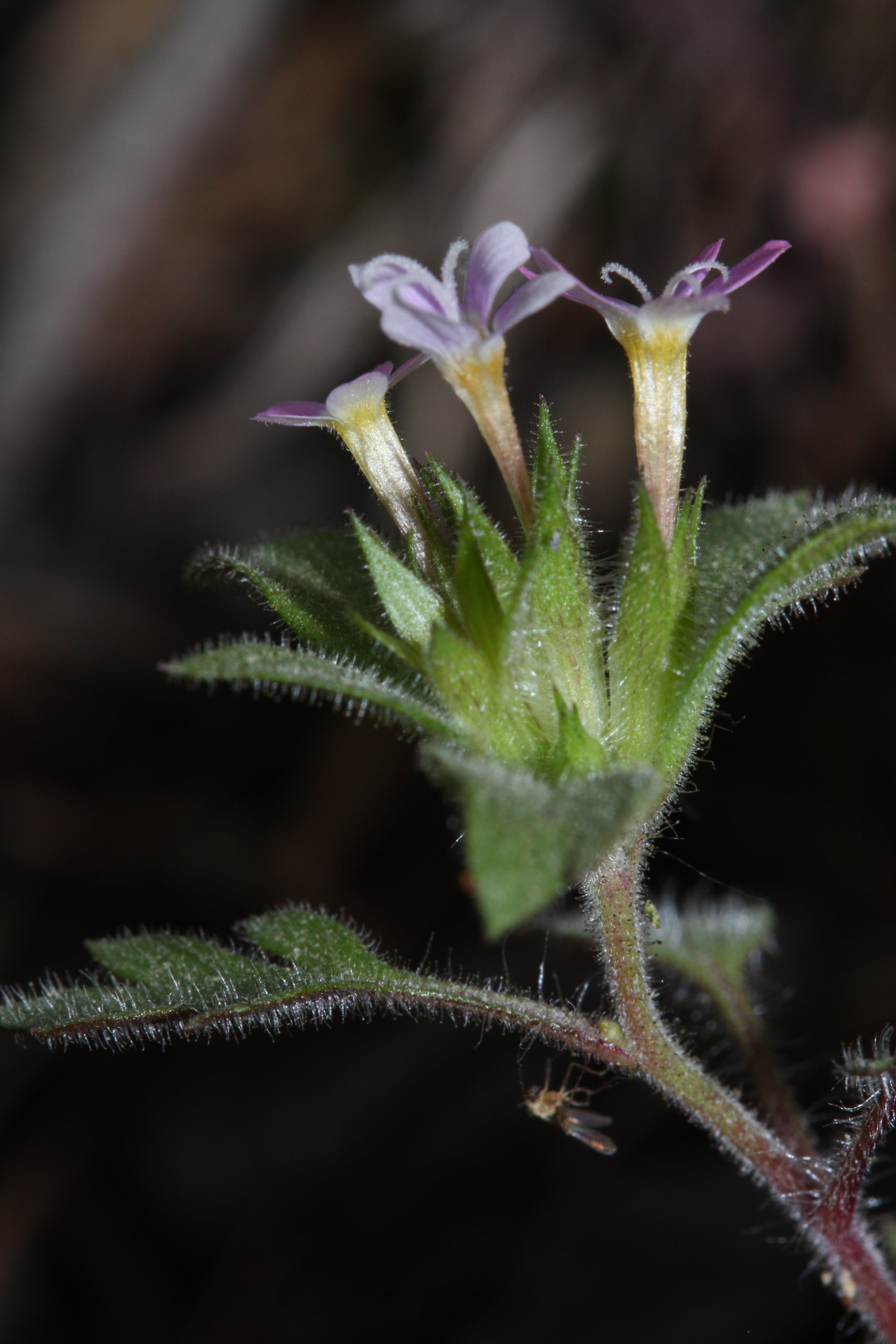
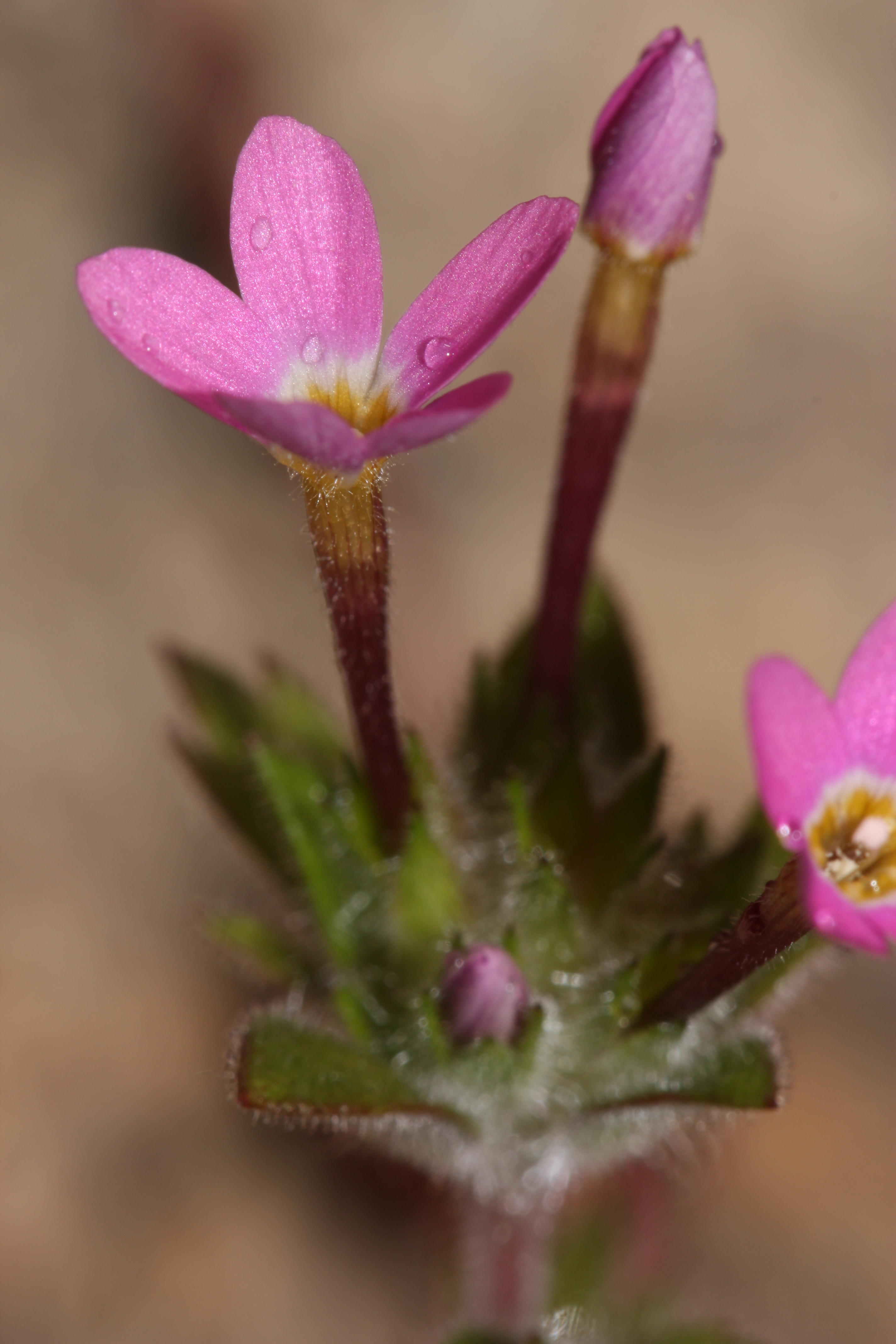
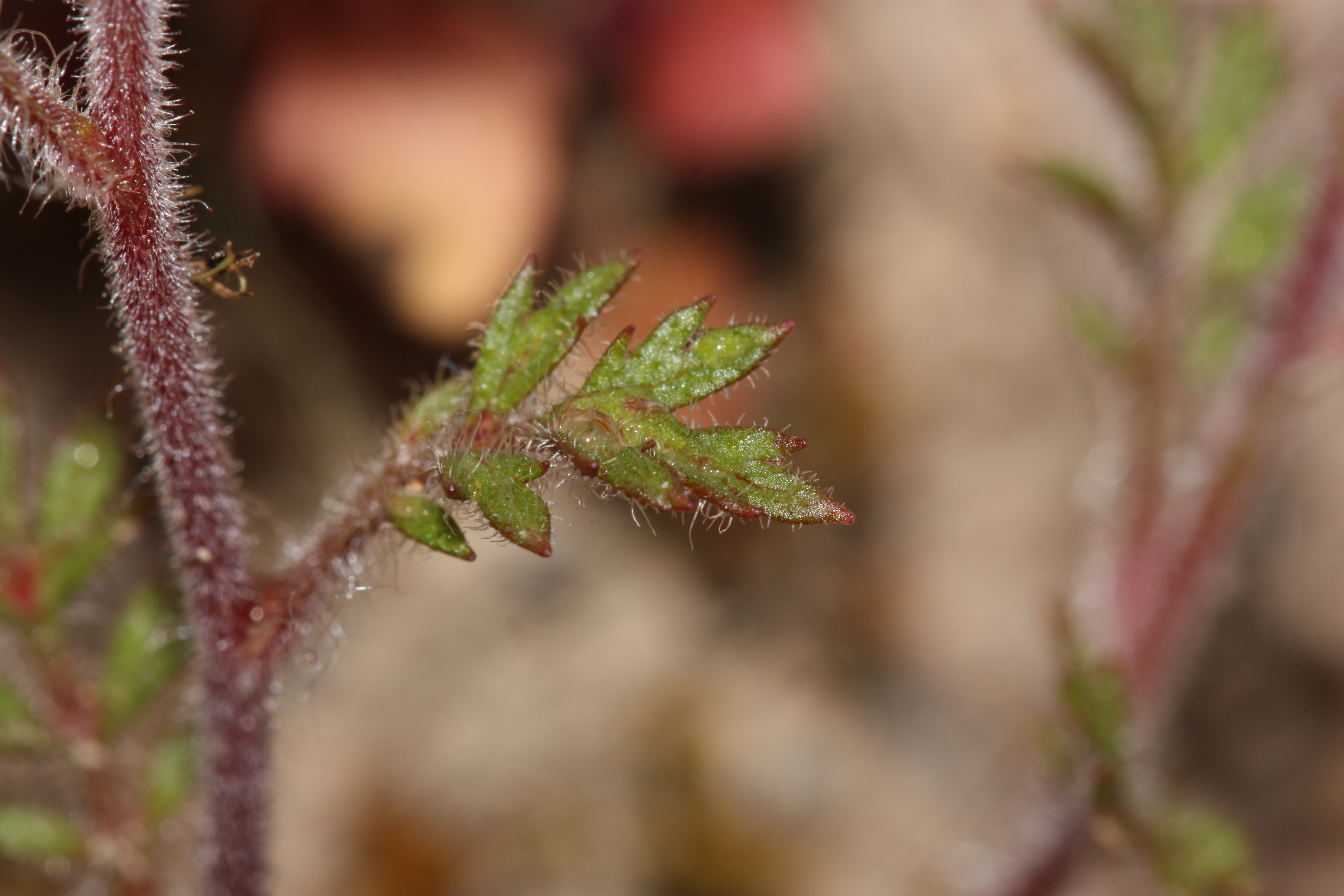
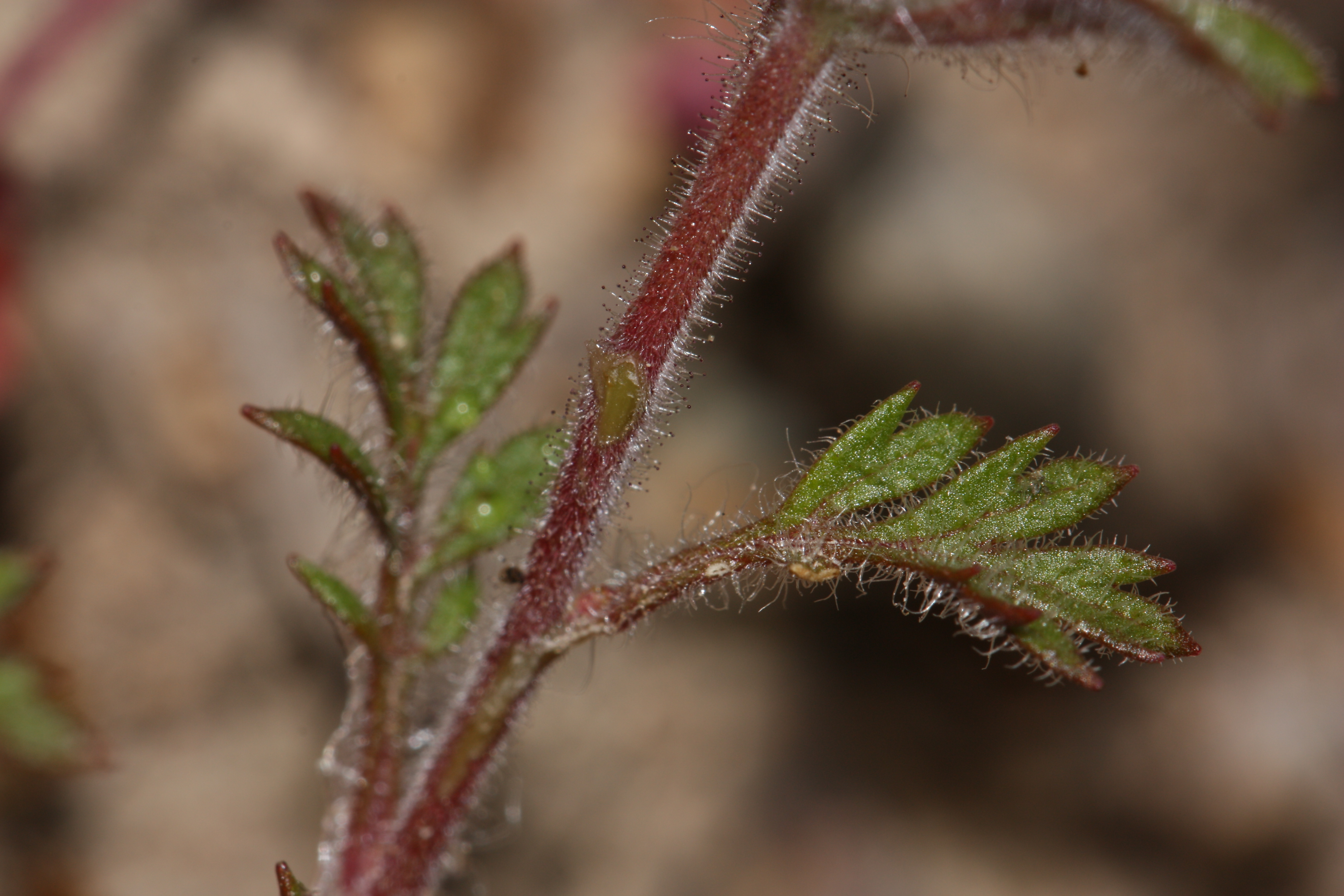
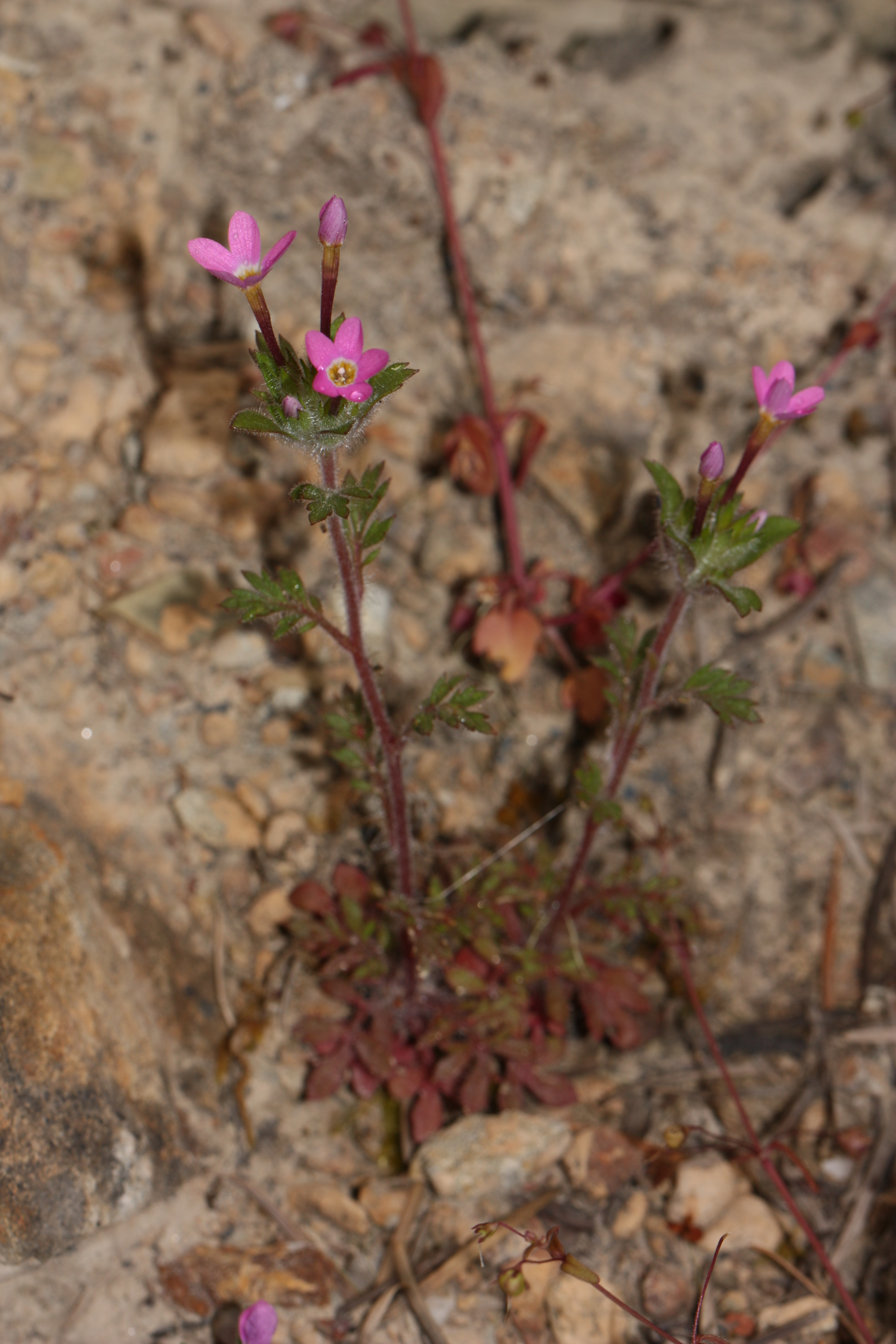